# Konská, Liptovský Mikuláš
Konská este o comună slovacă, aflată în districtul Liptovský Mikuláš din regiunea Žilina. Localitatea se află la altitudinea de 755 m deasupra n.m., se întinde pe o suprafață de 11,81 km2 și în 2017 număra 213 locuitori.

## Istoric
Localitatea Konská este atestată documentar din 1357.

## Demografie
| An:                | 1994 | 2004   | 2014    | 2024   |
| ------------------ | ---- | ------ | ------- | ------ |
| Număr de persoane: | 253  | 241    | 215     | 231    |
| Diferență:         |      | −4,74% | −10,78% | +7,44% |

| An:                | 2023 | 2024   |
| ------------------ | ---- | ------ |
| Număr de persoane: | 227  | 231    |
| Diferență:         |      | +1,76% |